# Бєляєв Володимир Павлович
Володи́мир Па́влович Бєля́єв (нар. 21 березня (3 квітня) 1909 (офіційно — 1907), Кам'янець-Подільський — 11 лютого 1990, Москва) — радянський письменник-українського походження.
Відомий за дитячою пригодницько-пропагандистьскою трилогією «Стара фортеця».(рос. «Старая крепость»)
Лауреат Сталінської преміі та преміі КДБ СРСР.

## Біографія

### Таємниці народження
У довідниках та енциклопедіях (зокрема, і найновіших) зазначено, що письменник народився 3 квітня 1907 року (за новим стилем). Проте одного разу Бєляєв зізнався, що ця дата є фальшивою. Сталося це зізнання 25 жовтня 1988 року (за півтора року до смерті письменника), коли він давав інтерв'ю Віталієві Мацьку для газети «Колгоспне життя» (Ізяслав, Хмельницької області). Інтерв'ю опубліковано 7 листопада 1988 року під заголовком «Під зорею Жовтня»:
| «Літературознавці допускали неточність в біографії… з моєї вини. Справа в тому, що я народився 1909 року, але… Після громадянської війни по селах гасали банди. З ними велась боротьба. Дуже хотів допомогти молодій Радянській владі — записатись в ЧОП (частини особливого призначення). Не брали, бо молодий. Тоді й приписав собі роки, ніби народився у 1907 році». |
Оскільки це зізнання не стало відомим широкому загалу (зокрема, й столичним дослідникам), то досі дата народження Бєляєва подається за офіційною версією.
Іншу таємницю було розкрито вже після смерті письменника. Зробив це краєзнавець із Кам'янця-Подільського Андрій Михайлович Терлецький (1917—2001), опублікувавши 16 вересня 1997 року у регіональній газеті «Край Кам'янецький» замітку «Бєляєв чи Цісевич? Правда про письменника В. Бєляєва». Отже, справжнім батьком Володимира Бєляєва був таємний радник, чиновник Кам'янець-Подільського окружного суду Цісевич. Проте коли мати майбутнього письменника познайомилася з курсантом радянської партійної школи Бєляєвим і вийшла за нього заміж, покинувши набагато старшого Цісевича, Володя взяв прізвище вітчима, а про справжнього батька — царського чиновника — офіційно ніколи не згадував.

### Кам'янець-Подільський
Навчання Володимира Бєляєва розпочалося з підготовчого класу Кам'янець-Подільської чоловічої гімназії. Далі (в період українських національно-визвольних змагань) він навчався в українській гімназії імені Степана Руданського, а 1923 року закінчив Кам'янець-Подільську першу трудову школу (спадкоємицю гімназії).
1924 року Володимир вступив до Кам'янець-Подільської школи ФЗУ імені Балабанова, яка діяла при заводі «Мотор». Водночас працював у ливарному цеху, співпрацював як юнкор із місцевою газетою «Червоний кордон».
Після закінчення школи ФЗУ (1926) ливарника п'ятого розряду Володимира Бєляєва направили в Бердянськ на Першотравневий машинобудівний завод.
Улітку 1927 року через хворобу повернувся в Кам'янець-Подільський, де працював у редації газети «Червоний кордон». У часописі послідовно очолював кілька відділів, зокрема театральний.
Пізньої осені 1929 року Бєляєва призвали на війському службу.

### Ленінград
Військову службу проходив у Сімферополі — у 3-й Кримській дивізії. Одночасно редагував полкову газету «На бойовому посту».
У листопаді 1930 року Бєляєва направили на роботу в оборонну промисловість Ленінграда (нині Санкт-Петербург). Працював на заводі, який випускав перші радянські танки. 1931 року став членом ВКП(б).
Працюючи на заводі, одночасно навчався на вечірньому відділі педагогічного інституту імені Герцена. На початку 1934 року на заводі запровадили факультет особливого призначення (ФОП), який давав можливість відповідальним заводським працівникам здобути вищу технічну освіту. Проте Бєляєв не пішов на ФОП. Потяг до літератури призвів до того, що він покинув завод. Вищої освіти Бєляєв так і не здобув.
Володимир Бєляєв став працювати завідувачем відділу в ленінградському журналі «Літературний сучасник» («Литературный современник»).
Друкувався у журналах «Ленінград», «Залп», «Різець». Його твори «Дитинство», «Ровесники», високо оцінені Миколою Тихоновим і Самуїлом Маршаком, здобули другу премію на Всесоюзному конкурсі Профвидаву.
1936 року Бєляєв працював творчим кореспондентом у відділі сценаристики студії «Ленфільм» — розробляв сюжети, вишуковував у пресі цікаві факти.
У листопаді 1936 року в журналі «Молода гвардія» побачила світ повість Бєляєва «Підлітки». 1937 року вона вийшла окремою книжкою як повість «Стара фортеця». За цією повістю молодий письменник написав сценарій однойменного фільму, знятого 1937 року на Одеській кіностудії режисером Мироном Білинським. Однак фільм «Стара фортеця» так і не побачив свого глядача, бо до Москви збирався міністр закордонних справ Німеччини Ріббентроп, а у фільмі були кадри про розгром «німецьких інтервентів» (події 1918 року).
У травні 1938 року Бєляєв став членом Спілки письменників СРСР. 1939 року його відрядили до Західної Білорусі, а звідти — до Львова, де письменник працював над сценарієм фільму «Голос Тараса» (1941).

### Війна
Початок радянсько-німецької війни застав Бєляєва в Ленінграді. Тут він написав сценарії до фільмів антифашистського спрямування — «Час розплати», «В старої няні», працював над книгами «Варвари з моноклями», «Ленінградські ночі».
У лютому 1942 разом із сім'єю евакуювався з блокованого Ленінграду до Архангельська. Там працював військовим кореспондентом Радінформбюро на Півночі, зустрічав конвої у Баренцовому морі, літав на льодову розвідку.
На зустріч із земляками — артистами Кам'янець-Подільського драматичного театру імені Григорія Петровського, які в грудні 1943 гастролювали в Архангельську, відгукнувся пафосною статтею в газеті «Правда Півночі» («Правда Севера»).
Під час війни втратив сина в блокадному Ленінграді

### Львів
У серпні 1944 Бєляєв як кореспондент Всесоюзного радіо повернувся в Україну — у Львів. Тут він завів дружні стосунки з Ярославом Галаном. Пізніше за сценарієм Бєляєва було створено фільм про Галана — «До останньої хвилини».
У Львові письменник пропрацював 15 років (1944—1959). Львівський період надихнув письменника на написання сценарію фільму «Іванна».
Працюючи у Львові, Бєляєв часто відвідував рідний Кам'янець-Подільський, зустрічався з читачами.

### Москва
1960 Бєляєв переїхав до Москви, де прожив 30 років до смерті. Проте письменник не засиджувався в столиці. За цей час він відвідав 26 країн світу, проводив значну громадську роботу. Часто приїжджав і в Кам'янець-Подільський, у ці поїздки брав із собою молодих літераторів, аби показати їм пам'ятки рідного міста.
На початку 1960-х років Володимир Бєляєв познайомився з актрисою Тетяною Забродіною і одружився з нею.
Помер на 81-му році життя. Поховано письменника на Троєкурівському кладовищі Москви.

### Юрій Нагибін, «щоденник»
Юрій Нагибін, «Щоденник»
«Знайомство з Володимиром Бєляєвим, дитячим письменником, найтемнішою людиною. Нескінченні розповіді про всілякі жорстокості. Повішені, спалені, осліплені, розірвані між двох беріз, защемлені в розколотих сокирою пнях, підстрелені з-за рогу, зґвалтовані, зарубаною сокирою й шашкою — звичайні герої його усних розповідей. …
Бєляєв випивав у будинку старого друга, львівського професора-філолога. Горілки, як і завжди, не вистачило, і професор побіг за ріг, у ларьок. Бєляєв став домагатися в його дружини, жінки похилого віку, щоб вона віддалася йому по-швидкому, поки чоловік не повернувся. Та намагалася його присоромити, але він вийняв пістолет і пригрозив, що застрелить її. Дурна жінка продовжувала впиратися, він вистрілив і потрапив їй у стегно. Вона назавжди залишилася кульгавою, а Бєляєву вкотили „строгача“. Його виправдовує лише одне: на слідстві з'ясувалося, що ця жінка — сестра вбивці Воровського. Все-таки Бєляєв не даремно старався».

## Творчість
Найвідоміший твір — трилогія «Стара фортеця».
Автор написаних у дусі стереотипів радянської пропаганди памфлетів і документальних повістей, спрямованих проти «українських буржуазних націоналістів»:
- «Під чужими прапорами» (Київ, 1958) — у співавторстві (М. Рудницький змушений був підписатися під збірником, аби уникнути переслідувань),
- «Луна Чорного лісу» (Київ, 1965) — у співавторстві,
- «Нічні птахи» (Москва, 1965),
- «Формула отрути» (Львів, 1971),
- документальна повість «Хто тебе зрадив?» (Москва, 1972),
- документальна повість «Я звинувачую» (Москва, 1978) та ін.

Як зазначають сучасні дослідники, у цих книгах Бєляєв намагався очорнити Степана Бандеру та митрополита Андрея Шептицького, принизити боротьбу УПА. Проте на той час памфлети Бєляєва були чи не єдиним джерелом хоч якихось знань — «від супротивного» — про замовчувані повоєнні події в Західній Україні.

## Українські переклади
Володимир Бєляєв писав російською мовою. Українською мовою його твори переклали Михайло Бірюков, Діодор Бобир, Іван Сенченко, Андрій Головко.
В українських перекладах побачили світ такі книги Бєляєва:
- «Кордон у вогні» (Львів, 1948),
- «На берегах Дністра» (Львів, 1948),
- «Львівські зустрічі» (Львів, 1949),
- «Місто над морем» (Львів, 1949),
- «Опора землі» (Львів, 1954),
- «Хто тебе зрадив?» (Львів, 1967),
- «Останнє сальто Сірого» (Київ, 1981),
- «Стара фортеця» (Київ, 1985).

## Нагороди, премії, звання
- 1951 — Сталінська премія за трилогію «Стара фортеця».
- 1975 — Державна премія УРСР імені Тараса Шевченка (нині Національна премія України імені Тараса Шевченка) як авторові сценарію художнього фільму «До останньої хвилини» Одеської кіностудії художніх фільмів (спільно з кінорежисером Валерієм Ісаковим, акторами Владиславом Дворжецьким і Валерією Заклунною).
- Премія КДБ СРСР.
- Нагороджено:
  - орденом Трудового Червоного Прапора,
  - двома орденами «Знак Пошани»,
  - Кавалерійським хрестом «Відродження Польщі»,
  - медалями.
- Заслужений діяч польської культури.
- Почесний громадянин Кам'янця-Подільського під № 1 (ухвала Кам'янець-Подільської міської ради від 5 листопада 1967).

### Енциклопедії, довідники
- Заморій Т. Бєляєв Володимир Павлович // Українська літературна енциклопедія. — Т. 1. — К., 1988. — С. 160.
- Писатели Москвы. — М., 1987. — С. 43—44.
- Мистецтво України: Біографічний довідник. — К., 1997. — С. 57.
- Мацько В. Літературне Поділля. — Хмельницький, 1991. — С. 9.
- Баженов Л. В. Поділля в працях дослідників і краєзнавців XIX—XX ст. Історіографія. Біобібліографія. Матеріали. — Кам'янець-Подільський, 1993. — С. 128.
- Якушева Г. В. Беляев Владимир Павлович // Русские писатели 20 века: Биографический словарь. — Москва, 2000. — С. 86—88.
- Шевченківські лауреати. 1962—2001: Енциклопедичний довідник. — К., 2001. — С. 42—43.
- Сьомочкіна-Рижко О. М. Бєляєв Володимир Павлович // Енциклопедія Сучасної України. — Т. 2. — К., 2003. — С. 579.

### Книги
- Кущ О. П. Владимир Беляев: Библиографический указатель. — Львов, 1956.
- Разумневич В. Л. Владимир Беляев. — М., 1983.
- Юрий Нагибин, «Дневник», Издательство «Книжный сад» МОСКВА, 1996
- Беляев В. П., Прудников В. В. На транспортах свободы: Документальный роман. — Донецк: Лебедь, 2001. — 526 с. ISBN 966-508-195-0

### Статті
- Володимир Павлович Бєляєв // Завальнюк О., Комарніцький О. Минуле і сучасне Кам'янця-Подільського. — Випуск 1. — Кам'янець-Подільський, 2003. — С. 169—173.
- Альперін Ю. В атакуючому строю: В. П. Бєляєву — 60 років // Прапор Жовтня (Кам'янець-Подільський). — 1967. — 1 квітня. — С. 3.
- Петров В. О времени и о себе: К 70-летию со дня рождения В. П. Беляева // Огонёк. — 1977 — 2 апреля (№ 14). — С. 31.
- Кукуруза С., Паравійчук А. Двічі лауреат: Наші славетні // Прапор Жовтня. — 1978. — 1 серпня. — С. 4.
- Терлецький А. Юність письменника // Прапор Жовтня. — 1978. — 2 грудня. — С. 4.
- Дописував юнкор Бєляєв // Прапор Жовтня. — 1989. — 30 червня. — С. 2.
- [Некролог] // Прапор Жовтня. — 1990. — 24 лютого. — С. 4.
- Коли народився Бєляєв? // Кам'янець-Подільський вісник. — 1992. — 16 травня. — С. 3.
- Будзей Олег. Володимир Бєляєв без ретуші та гриму: Знамениті кам'янчани // Подолянин. — 2008. — 24 жовтня. — С. 6—7.